# Корнеліс де Гаутман
Корнеліс де Гаутман (нід. Cornelis de Houtman; 2 квітня 1565, Гауда — 1 вересня 1599, султанат Ачех, Північна Суматра) — нідерландський мореплавець і колоніальний діяч. Керував першою голландською торговою експедицією до островів Південно-Східної Азії (сучасна Індонезія) в 1595—1597 роках. Кораблі експедиції проклали новий морський шлях з Європи до островів Малайського архіпелагу, в обхід існуючих португальських морських шляхів, що призвело до руйнування португальської монополії на торгівлю з цим регіоном і налагодження прямих постачань південно-азійських прянощів до Нідерландів.

## Біографія
Корнеліус де Гаутман народився в 1565 році в родині пивовара Пітера Якобсуна де Гаутмана, мешканця містечка Гауда в провінції Південна Голландія. Його батько був також капітаном місцевої міліції. Основи морської науки Корнеліус вивчив у видатного на той час морського експерта Роберта Робертса ле Кану.

## Таємна місія в Португалії
У 1592 році фламандський картограф Петрус Планціус та купці Амстердаму відправили Корнеліса та його брата Фредеріка до Лісабона, щоб отримати більше інформації про португальський торговий шлях до Східної Індії через мис Доброї Надії, готуючись до експедиції до Східної Індії. На це їм дали два роки.
У 1592 Корнеліс де Гаутман був відряджений амстердамськими купцями в Лісабон із завданням зібрати якомога більше інформації про «Острови Прянощів», оскільки в той час португальці володіли монополією на торгівлю цим товаром на Сході і в Європі. Де Гаутман провів в Португалії біля двох років і зібрав велику кількість важливої інформації про моря і землі Південно-Східної Азії — течії, вітри, прибрежні скелі, зручні порти і населення, що мешкало на цих територіях.
Під час шпигунської діяльності вони були викриті та ув'язнені португальцями. Кілька голландських торговців викупили їх з ув'язнення і на початку 1594 року Корнеліс та його брат Фредерік повернулися до Голландії.
Приблизно тоді ж зі своєї поїздки до Індії повернувся голландський мандрівник Ян Гюйген ван Лінсхотен, що працював в Гоа на португальців і привіз з собою багато інформації про португальські колонії і торгові шляхи на сході, зокрема скопійовані ним секретні португальські морські карти.

## Підготовка до плавання
Ознайомившись із зібраними матеріалами, амстердамські торговці вирішили створити для закупівлі прянощів на островах Південно-Східної Азії власну голландську факторію і обрали в якості місця для її майбутнього розташування султанат Бантен на західній Яві. Столиця султанату — місто Бантен було відомим центром торгівлі перцем на Малайському архіпелазі. З метою реалізації цих планів голландськими підприємцями було засновано у 1594 році комерційну компанію «Compagnie van Verre».

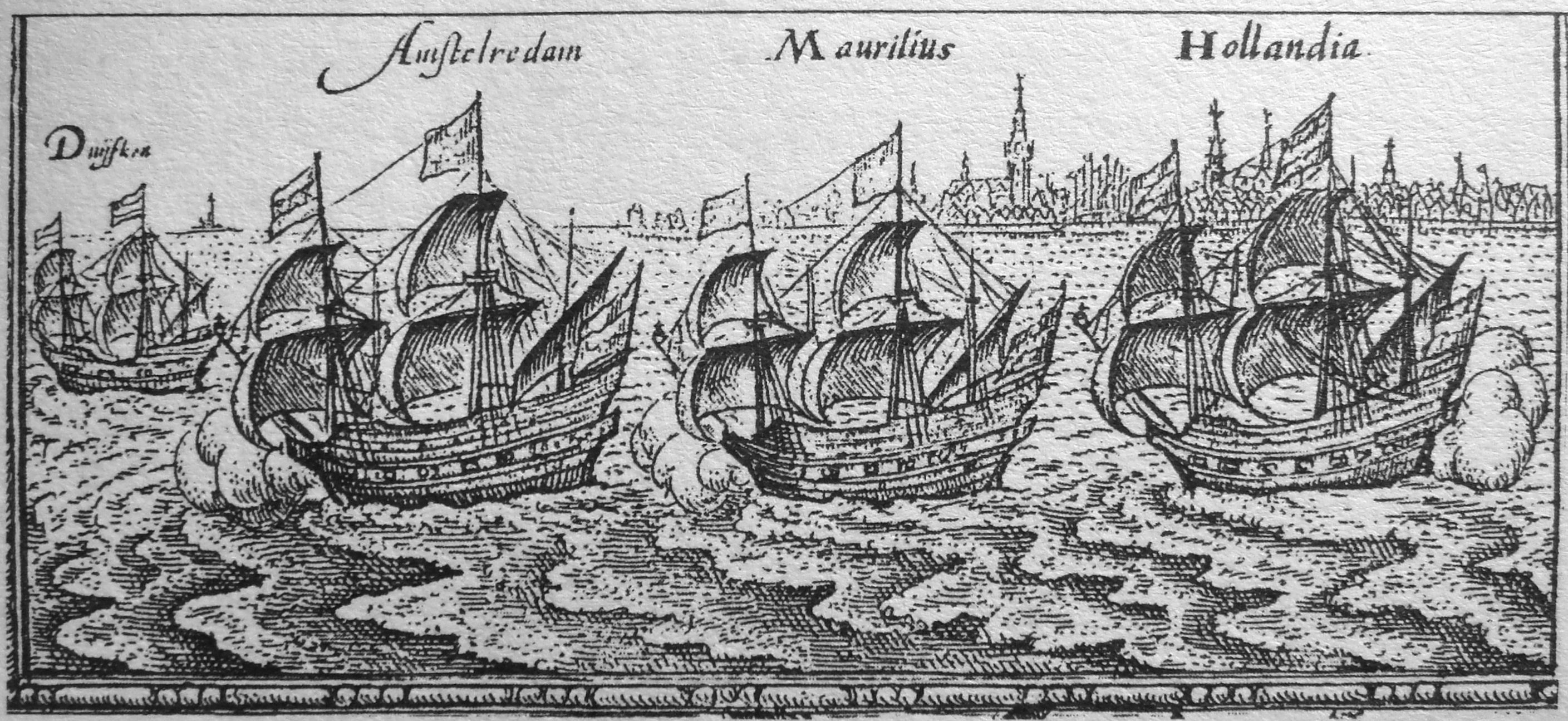
Кораблі флотилії де Гаутма — «Амстердам», «Голландія», «Маврикій» і «Дюфкен»

Амстердамські купці тепер мали всю необхідну інформацію і вони взялися за залучення капіталу для фінансування експедиції. Вони залучили шістьох інших купців і разом з ними створили Компанію на далекі відстані: Пітер Хасселаер, Ян Поппен, Хендрік Бюїк, Дірк ван Ос, Саверт Сем і Аренд десять Грутенхуїв. Компанія змогла зібрати 290 000 гульденів і використала її для побудови та оснащення чотирьох кораблів: «Амстердам», «Голландія», «Маврикій» і «Дюфкен». Для участі в експедиції було найнято 248 офіцерів та матросів. До складу експедиції увійшли відомий астроном Пітер Дірксзун Кейзер, що мав під час експедиції проводити астрономічні дослідження і Фредерік де Гаутман, рідний брат Корнеуліса.
Для управління експедицією не було призначено єдиного керівника. Натомість, керівництво флотилією мала здійснювати Корабельна рада, до складу якої входили штурмани кораблів, торговці, приписані до кожного з кораблів, та кілька інших уповноважених осіб. Корнеліус де Гаутман очолював представництво торговців в Корабельній раді. Деякі члени Ради (зокрема Корнеліус де Гаутман) мали привілейований статус, що надавав їм право першого голосу і право затверджувати остаточне рішення у випадку рівності голосів. Перед відходом, штурмани усіх кораблів пройшли інструктаж у Петра Планціуса. Головним штурманом флотилії було призначено Пітера Діркзуна Кейзера.

## Перша голландська морська експедиція в Ост-Індію

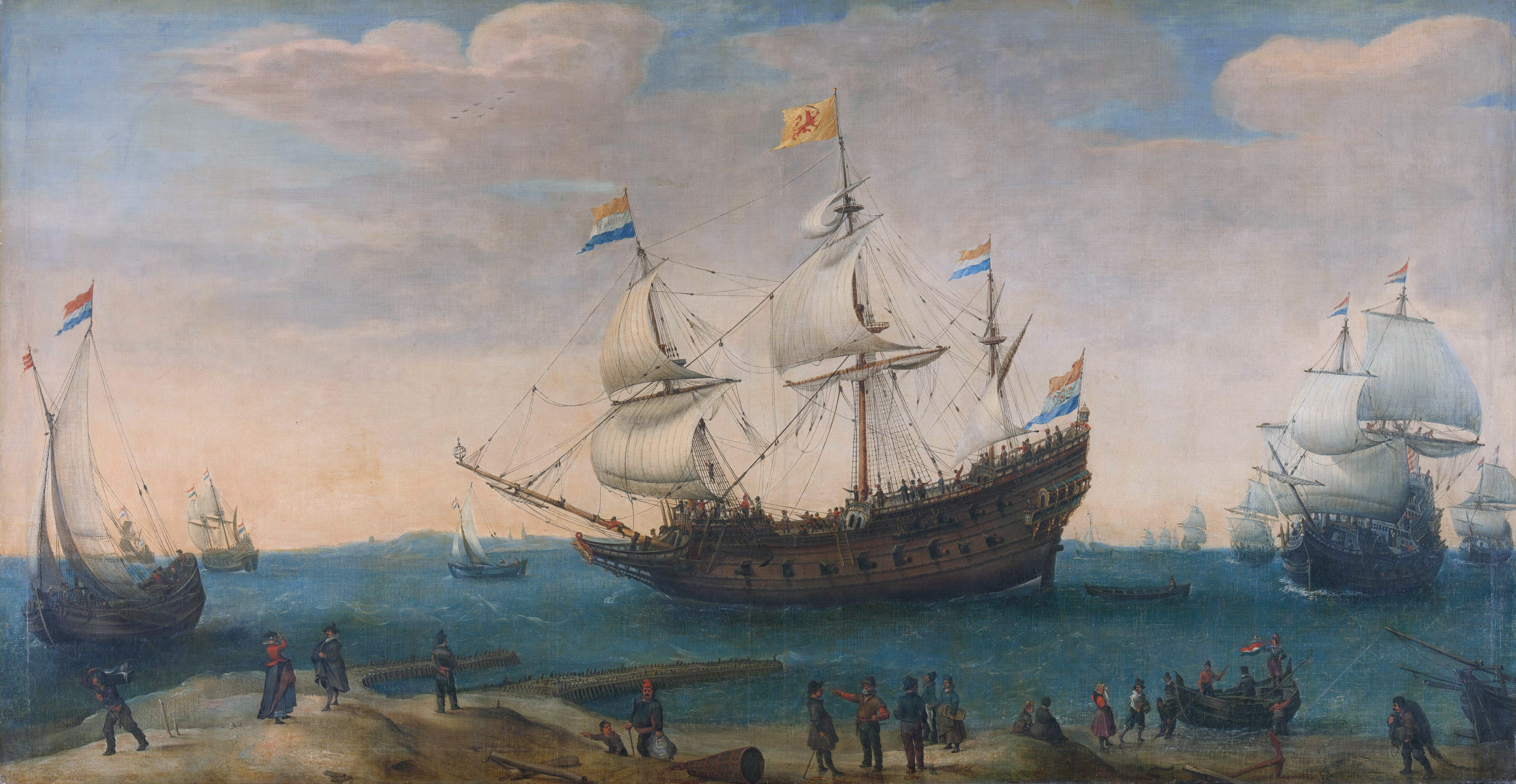
Барк «Маврикій», один з чотирьох кораблів першої голландської експедиції в Ост-Індію. (Hendrik Cornelisz. Vroom, 1600).

2 квітня 1595 перша голландська флотилія в складі чотирьох кораблів відпливла з Амстердаму в напрямку Південно-Східної Азії. На кораблях флотилії вже через кілька тижнів плавання спалахнула цинга. У зв'язку з чварами між капітанами суден і торговцями, на кораблях під час плавання відбулися збройні сутички, в результаті яких були вбиті та поранені. Нові заворушення виникли під час запланованої стоянки флотилії на Мадагаскарі, і знову з багатьма загиблими. До сьогодні малагасійська бухта, де зупинялись кораблі флотилії Гаутмана, називається «Dutch Cemetery» («Голландське кладовище»). Після цих подій кораблі змогли продовжити свій шлях на схід лише через пів року.
27 червня 1596 кораблі експедиції досягли Бантену. Із початкового складу флотилії з 248 осіб, до о. Ява дісталися живими лише 100 моряків.

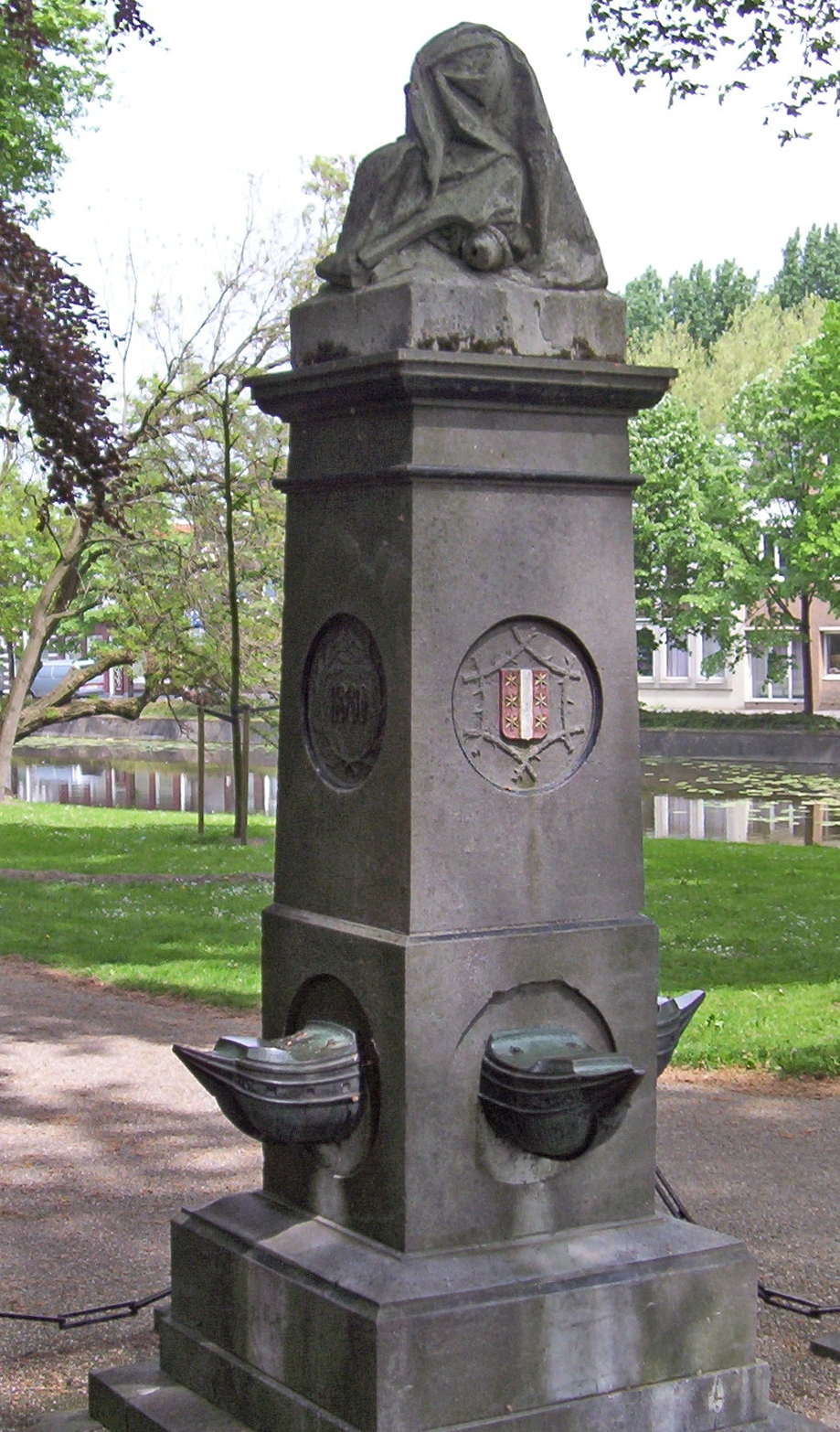
Пам'ятник братам Корнеліусу і Фредеріку Гаутманам в Гауді

Після прибуття на Яву, Корнеліс де Гаутман зустрівся з місцевим султаном, який спочатку поставився до голландців достатньо дружньо. Були укладені договори про «союз і вічну дружбу» (1 червня, 12 липня та 11 жовтня 1596). Проте згодом Гаутман повівся грубо і недипломатично, образив султана і в підсумку був змушений залишити Бантен. Його кораблі попливли далі на схід вздовж північного узбережжя Яви у напрямку острова Мадура. В дорозі голландські кораблі зазнали нападу місцевих піратів. На Мадурі моряків прийняли привітно, проте Гаутман, бажаючи помститись за піратський напад, влаштував на острові погром, після чого вирушив на Балі. Після зустрічі тут з місцевим правителем, голландці, нарешті, отримали можливість завантажити на кораблі вантаж перцю та інших прянощів. Після важкого зворотного плавання із зупинкою на острові Св. Єлени, флотилія Корнеліса де Гаутмана з лише 87 голландцями на борту в 1598 році повернулась в Амстердам.

## Наслідки
Незважаючи на те, що у фінансовому відношенні експедиція себе не виправдала і призвела до загибелі великої кількості членів екіпажу, в Нідерландах вважали її результати великим успіхом і проривом на Схід, що зруйнував португальську монополію на торгівлю прянощами, а також як перший крок в напрямку створення Голландської колоніальної імперії у Південно-Східній Азії. У наступні п'ять років по маршруту, прокладеному Корнелісом де Гаутмананом до островів Індонезії вирушили ще понад 60 голландських кораблів, які дозволили Голландії захопити значну частку в торгівлі прянощами з цим регіоном.
Морська подорож Корнеліса де Гаутмана мала також велике значення для розвитку астрономії та морської астрономічної навігації. Головний штурман флотилії, Пітер Дірксзун Кейзер, за допомогою молодшого брата командора Фредеріка де Гаутмана, проводив дослідження незнайомого зоряного неба південних морів, в результаті чого був створений його «Зоряний каталог», до якого увійшли 12 нових, відкритих ним сузір'їв Південної півкулі (входять до числа нині визнаних 88 сузір'їв). Сам Кейзер помер біля Бантену у вересні 1596 р.

## Друге плавання в Ост-Індію і загибель

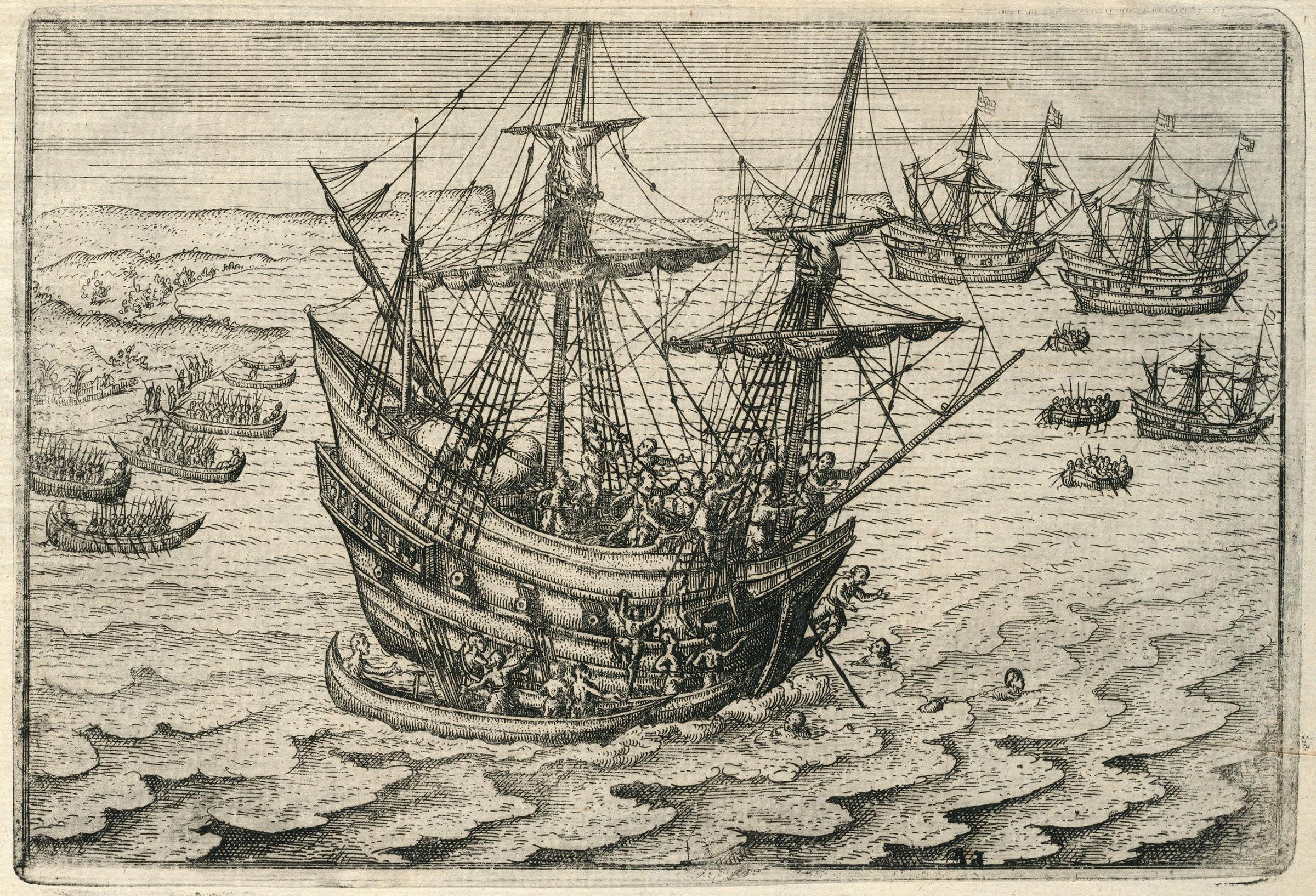
Напад яванців на корабель «Амстердам» Корнеліуса ван Гаутмана. Деякі голландці в пошуках порятунку стрибають за борт

У 1598 році брати Корнеліс і Фредерік де Гаутмани взяли участь в іншій експедиції до островів Ост-Індії, що складалась з двох кораблів. Цього разу Корнеліус де Гаутман керував експедицією одноосібно.
21 червня 1599 р експедиція прибула в султанат Ачех на острові Суматра, де була прийнята місцевим султаном з великими почестями. В один із візитів їх навіть супроводжувала процесія слонів. Де Гаутман домовився з султаном, що в обмін на партію перцю його кораблі візьмуть участь у військовому нападі армії Ачеху на султанат Джохор, що знаходився на півострові Малакка. Однак присутні в Ачеху португальці підбурювали султана проти голландців.
1 вересня 1599 року на борт кораблів де Гаутмана піднялись численні озброєні солдати армії Ачеху. В подарунок голландцям вони привезли їжу та алкогольні напої, якими пригостили екіпаж кораблів. Їжа та напої містили інгредієнт з важкою наркотичною дією, можливо отриманий із рослин роду дурман. Після того, як частина екіпажу поснула, човни ачехського флоту здійснили напад на голландські кораблі, в результаті якого Корнеліса де Гаутмана та 27 інших членів екіпажу, що знаходились на кораблях було вбито. З 22 членів експедиції, що перебували на березі частину також було вбито, а частину взято в полон. Брат Гаутмана Фредерік опинився серед плонених і пробув в полоні кілька років, поки його не викупив у султана Ачеху принц Моріц Оранський.
В Індонезії традиційно вважається, що морськими силами Ачеху, які напали і знищили екіпаж флотилії Гаутмана керувала жінка-адмірал флоту Ачеху Малагаяті.